# بيل شميت
بيل شميت (بالإنجليزية: Bill Schmidt)‏ هو رامي الرمح ‏ أمريكي، ولد في 29 ديسمبر 1947 في Muse, Pennsylvania ‏ في الولايات المتحدة.

## وصلات خارجية
- بيل شميت على موقع اللجنة الأولمبية الدولية (الإنجليزية)
- بيل شميت على موقع أوليمبيديا (الإنجليزية)